# Gustaf Sommelius (borgmästare)
Gustaf Sommelius, född 1688, död 1758, var en svensk borgmästare i Lunds stad samt ålderman i Sankt Knuts gille i Lund (1738–1758).
Gustaf Sommelius var far till en av sina efterträdare som borgmästare, Nils Sommelius, samt farbror och fosterfar till bibliotekarien Gustaf Sommelius.